# Алекса Ђукановић
Алекса Ђукановић (Београд, 4. јануар 1998) српски је писац, књижевни и позоришни критичар, уредник и публициста.

## Биографија
Рођен је 1998. у Београду. Средњу Правно-пословну школу „Димитрије Давидовић” завршио је у Земуну а основне и специјалистичке студије из области правних и економских наука и јавне управе дипломирао је у Београду 2022. године. Тренутно је на мастер студијама. Живи у Београду.
Прозу и критику објављивао је у београдском НИН-у, Политици, Вечерњим новостима, Данасу, Књижевним новинама, Савременику, Књижевним вертикалама, новосадској Златној греди, сомборским Дометима, врбаском Трагу, књажевачком Истоку, крушевачкој Багдали, неготинској Буктињи, бањалучком СРП-у, мостарским Странама (Stranama.ba), загребачкој Књижевној републици, Радио Горњем Граду, истарском Боке (Booke.hr) и у готово свим значајним књижевним часописима и веб порталима за уметност, културу и друштвена питања у Србији и региону.
Бави се књижевном, филмском и позоришном критиком. Сарађује са домаћим и иностраним књижевним часописима, магазинима, недељницима, дневним листовима, веб порталима за уметност, културу, друштвена питања и издавачким кућама.
Аутор је петнаест публикација прозе, поезије, романа, есеја, дневничке прозе, критике.
За новелу Пали инквизитор босанскохерцеговачка СПКД Просвјета доделила му је Књижевну награду „Звонимир Шубић”, а следеће, 2022. године по други пут је постао лауреат Просвјетине награде „Бошко Миловановић”, овога пута за културолошки чланак (за есеј „Четрдесет пет Голужиних година”, о култној новели Смрт господина Голуже Бранимира Шћепановића, који је исте године објављен у „Културном додатку” београдске Политике).
За књижевну кретивност у садржају и стилу у области есеја јуна 2023. године у Либану додељена му је традиционална годишња Међународна награда за књижевност „Наџи Наман” за 2022/2023. годину.
Члан је Друштва књижевника Војводине и других удружења и институција за културу, уметност и друштвене односе у Србији и иностранству (Српска духовна академија, СКЗ, Матица српска, итд.). Почасни је доживотни члан Фондације и Куће културе Наман (Naaman) у Либану.
Члан је Матице српске од 2024.
Био је уредник у књижевним часописима Сизиф (Краљево, 2020–2021) и Књижевни еснаф (Београд, 2023–2024).
Прозу и поезију објављује од 2019. године.

## Дела
Ауторске књиге (избор)
- Europa in extremis (лирика и есеји), 2021.
- Јеретичке песме (поезија), 2021.
- Књига есеја (есеји и огледи), 2021.
- Пали инквизитор (новела), 2021.
- Новеле (дванаест сабраних новела у једном тому), 2023.
- Штраусов солилоквиј (збирка дванаест приповедака), 2024.
- Последњи дан доброг господина Цилића (дужа новела), 2024.
- Идеолошки хабитус Иве Андрића (студија), 2024.

Заступљеност у антологијама, зборницима и прегледима прозе, критике и поезије (избор)
- Најкраће приче 2019. (ИК „Алма”, Београд), 2019.
- Шумадијске метафоре 2020. („Центар за културу и туризам - Младеновац”, Београд), 2020.
- Студентске приче 2020. (ИП „Службени гласник”, Београд), 2020.
- Док је речи и писци су живи/Добро чуване српске тајне (ИК „Порталибрис”, Београд - зборник радова лауреата Књижевних награда ИК „Порталибрис”), 2020.
- Велики српски XIX век (ИК „Порталибрис”, Београд), 2021.
- Слово Ћирилово (Библиотека „Браћа Настасијевић”, Горњи Милановац - зборник радова лауреата Књижевних награда „Трагом Настасијевића”), 2022.
- Планетарни сигнализам (Друштво за афирмацију културе - „Пресинг”, Београд - приредио Душан Стојковић), 2023.
- Naji Naaman Literary Prizes, (Фондација за културу „Наџи Наман”, Џуније, Либан - зборник радова лауреата Књижевних награда Фондације за културу „Наџи Наман”), 2023.

## Награде (избор)
Добитник је више књижевних признања и награда у Србији, региону и иностранству, између осталих додељене су му и:
- Просвјетина награда за приповедну прозу „Звонимир Шубић”, БиХ, 2021.[5]
- Просвјетина награда за журналистику у области културе и књижевности „Бошко Миловановић”, БиХ, 2022.[6]
- Међународна књижевна награда „Наџи Наман” (Naji Naaman Literary Prize), Либан, 2023.[7]
- Италијанска национална награда „Франц Кафка” (Premio Nazionale Franz Kafka Italia), Италија, 2025.[8]

## Књижевно стваралаштво
Ђукановић приповеда – структурно у постмодернистичкој, а поетички у необичној импресионистичкој европској књижевној традицији XIX и XX века, чиме ствара борхесовску амалгамску прозу, комбинујући, такође, у својим приповедачким и новелистичким прозама бројне језике и дијалекте из многих говора БХСЦ језика.
Мотиви Ђукановићеве прозе најчешће су интригантни историјски догађаји који су праћени обимним ауторовим критичко-есејистичким примесама и опсервацијама.
Ђукановићеве реченице су дуге и барокне, пуне симболике и ерудитског израза, а језик му је раскошан, барокни, раблеовски. Главни утицаји на ауторово стваралаштво су писци и филозофи средње Европе, почев у првом реду од Мирослава Крлеже, Георга Тракла, преко Шопенхауера, заједно са Кафком, Албером Камијем, Брехтом и Хајнрихом Маном.
Књижевна критика у Србији и региону оценила је Ђукановићеву прозу са високом вредношћу, а један од најзначајнијих књижевних критичара у Хрватској и на Балкану, Велимир Висковић, лексикогаф и крлежолог, некадашњи главни уредник Лексикографског завода Мирослав Крлежа и члан жирија НИН-ове награде, упоредио га је са Мирославом Крлежом. Такође, Ђукановићеву прозу особито хвале књижевник-преводилац Жарко Радаковић, оснивач сигнализма Мирољуб Тодоровић као и најзначајнији проучавалац фантастике у југоисточној Европи, писац, преводилац, универзитетски професор и добитник Светске награде за фантастику Зоран Живковић који је Ђукановићеву прозу описао раскошном и барокном, и низ других књижевних критичара и теоретичара у Србији и региону: мср Душан Пејић, Дејан Склизовић, проф. др Бобан Томић, Драган Богутовић, итд.

## Уреднички и критичарски рад
У својим есејима, приказима, теоријским радовима, часописним, зборничким и новинским чланцима, дневничкој прози и критикама Алекса Ђукановић је писао о делима огромног броја домаћих аутора (писаца, сликара, филозофа, композитора, политичара, итд.): Мире Сатарић, Обрена Ристића, Мирослава Димитријевића, Жарка Радаковића, Давида Албахарија, Зорана Живковића, Предрага Милојевића, Предрага Црнковића, Данила Киша, Бранимира Шћепановића, Миодрага Булатовића, Иве Андрића, Милоша Црњанског, Велимира Висковића, Мирослава Крлеже, Јанка Полића Камова, Боре Ћосића, Радомира Константиновића, Мирка Ковача, Мирољуба Тодоровића, Радоја Домановића, Илије Шауле, Меше Селимовића, Јована Скерлића, Наташе Ђуровић, Вука Драшковића, Предрага Матвејевића, Милана Р. Симића, Маријана Гракалића, Алексе Челебоновића, Димитрија Туцовића, Добрице Ћосића, Антонија Исаковића, Васе Чубриловића, Данка Поповића, Драгослава Михаиловића, Дубравке Угрешић, Ласла Вегела, Вука С. Караџића, Доситеја Обрадовића, Виктора Новака, Анте Старчевића, Мирјане Миочиновић, Бранислава Нушића, Саве Даутовића, Радојице Таутовића, Богдана Богдановића, Паје Јовановића, Ђуре Јакшића, Петра Добровића, Саве Шумановића, Милана Коњовића, Крсте Хегедушића, итд., као и о опусима иностраних уметника: Скота Абота, Петера Хандкеа, Ф. М. Достојевског, А. П. Чехова, Л. Н. Толстоја, Н. В. Гогоља, Максима Горког, Леонида Андрејева, Михаила Булгакова, Михаила Шолохова, Александра Солжењицина, Томаса Мана, Хајнриха Мана, Бертолта Брехта, Јиржија Косинског, Оноре Балзака, Маркиза де Сада, Виљема Шекспира, Чарлса Буковског, Сергеја Довлатова, Сигмунда Фројда, Ериха Фрома, Моцарта, Баха, Шумана, Шопена, Брамса, Вивалдија, Рахмањинова, Шостаковича, Пола Сезана, Ван Гога, Албрехта Дирера, Клода Монеа, Иље Рјепина, Иштвана Пензеша, и других. 
Писао је у више наврата и о редитељском делу српског и југословенског позоришног режисера Љубише Ристића са којим је водио разговоре, поводом 50 година редитељског рада у театру, преточене у интервју.
Интервјуе је такође водио и са водећим ауторима српске културе: проф. др Зораном Живковићем, Жарком Радаковићем, филмским редитељем Гораном Радовановићем, и др.
За време свог уредничког рада у краљевачком часопису за књижевност и културу – Сизиф током 2020–2021. године приредио је специјални двоброј (27–28) са тематoм који је био посвећен Петеру Хандкеу, са ауторским прилозима из пера: Давида Албахарија, Жарка Радаковића, Милана Р. Симића, Горана Радовановића, Скота Абота, Стојана Богдановића, Мирољуба Тодоровића, Мирослава Алексића, Бориса Нада, Владимира Д. Јанковића, и са илустрацијама Саше Ковачевића.
Приредио је и уредио 3. број београдског часописа за књижевност и теорију Књижевни еснаф.

## Књижевна критика о Алекси Ђукановићу (избор)
• Душан Пејић (писац, књижевни критичар и теоретичар): „Попут Раблеа у Гаргантуи и Пантагруелу Алекса Ђукановић разобличава скривену страну Римокатоличке цркве, а прије свега религијско лицемјерје попут оног молијеровског у Тартифу ако не и горе. Римокатоличка црква је, као што је и општепознато, и кроз  вијекове, а нарочито у посљедње вријеме имала бројне и разноврсне скандале, па није ни чудо што аутор баш њу тематизује, али овдје не треба Римокатоличку цркву схватити буквално него у једном симболичком кључу, као  симбол свих вјерских (и не само њих) заједница, гдје су људи зарад частољубља и каријеризма спремни на свашта, па и на фаустофски пакт са ђаволом (чак и папа а некмоли остали). Вјешто приказан и караказан полтрона који увијек неумитно постоје око великих и моћних, па и око симбола таквих – што је у овом случају измишљени папа.”
• Велимир Висковић (књижевни критичар, теоретичар, есејиста и лексикограф): „Алекса Ђукановић својом је прозом вјерно ушао у дух Мирослава Крлеже и његов књижевни стил.”
• Зоран Живковић (писац, преводилац, књижевни теоретичар и универзитетски професор): „Код других писаца гомилање речи био би озбиљан недостатак. Код Алексе Ђукановића то је заштитни знак. Вишком речи он упечатљиво гради раскошне барокне слике чија се хотимична прекомерност ваљда никако другачије не може тако уверљиво дочарати.”
• Дејан Склизовић (писац  и књижевни критичар): „Ђукановићева проза бави се озбиљним проблемима данашњице, наслеђеним из непрекинуте линије манипулативних шаблона прошлости, којима су се елите одувек служиле.”
• Мирољуб Тодоровић (писац, књижевни теоретичар и оснивач сигнализма): „Ђукановићева нетипична, оригинална проза, богате асоцијативности, појачана свежом језичком енергијом и непредвидивим имагинацијским озарењима већ сада заузима посебно место у савременој српској књижевности.”
• Жарко Радаковић (писац и преводилац): „Попут филмског аутора Квентина Тарантина Алекса Ђукановић се уписује у историографију и од ње и њених некада пребрзо произведених факата чини оно што је једино могуће: враћа ствари на почетак, у време пре него што ће историјске чињенице настати (...) утолико се Алекса Ђукановић најслободније и најсувереније препушта свим књижевно-уметничким поступцима: бриљантним (овде барокним па и раблеовским) језиком искривљује реалије, увећава их, смањује, карикатуризује, гужва их, па их исправља, пегла, баца у кош, те их вади из коша да бих их свакојако онеобичавао, зачуђавао, преобраћао у нешто друго, преображено.”
• Наташа Ђуровић (књижевница): „Пасажи из Ђукановићевих новела подсећају каткад на барокне описе (понекад пародичне, хумористичне али и сатиричне) налик онима које можемо наћи у Дантеовом Паклу или Гогољевом Портрету, а његов стил наликује и на готски сличан, без имало претеривања оном Стокеровом, Волполовом, Бекфордовом или Поовом.”
• Бобан Томић (писац и универзитетски професор): „Текст Четрдесет пет Голужиних година аутора Алексе Ђукановића, објављен у Политици поседује завидан свеобухватан ниво у погледу стила, језика, жанра и актуелне тематике. Присјећањем на новелу Смрт господина Голуже лауреат Ђукановић упућује на увијек актуелне и свевременске аномалије друштва, у којем саборништво у слабости и безнађу маси даје убрзање ка дехуманизацији појединца.”
• Задужбина Доситеј Обрадовић: „Алекса Ђукановић је есеју Петер Хандке - универзални дијагностичар савременог доба изнео своја оргигинална запажања о личности и делу Петера Хандкеа, нагласак ставивши на пишчеву јединствену стваралачку и интелектуалну позицију у минулој и савременој светској књижевности. У есеју је приметно ауторово врсно познавање како поетике немачко-аустријског нобеловца, тако и модерних и савремених књижевних класика.”
• Америчка књижевна организација „Књижевни Титан” (Америчка књижевна организација професионалних уредника, писаца, критичара и универзитетских професора књижевности „Књижевни Титан”, Ервајн – Калифорнија, САД): „Штраусов солилоквиј Алексе Ђукановића почиње необично задивљујућим истраживањем онога што се могло догодити са мртвим телом славног романописца Николаја Гогоља, одмах увлачећи читаоце у свет у коме се историја и фикција беспрекорно стапају. Затим, настављамо до самртне постеље Франца Кафке, сведочећи у овој причи дубоким размишљањима славног чешког писца о неумитном крају свог живота. Нешто касније откривамо узнемирујуће детаље о историји болести Адолфа Хитлера... Иако јасна тематска нит на моменте може бити неухватљива, ауторов тон попут сна прожима сваку причу, а путовање кроз Ђукановићев ум искуство је слично авантуристичком истраживању неистражене књижевне територије. Ова изврсна збирка прича, изворно написана на српском и преведена на енглески, показује дубок књижевни педигре. Читаоци који добро познају Камија или Кафку овд‌е ће пронаћи од‌јеке њихових егзистенцијалистичких размишљања, такође, Ђукановићева проза има и набоковљевску духовитост која подсећа на Бледу ватру. Свака прича, иако кратка, носи силовиту тежину великих идеја, урањајући читаоце у свет који се чини и познатим и зачудним. То је она врста места где се филозофско размишљање сусреће с надреалним крајолицима. И док се кратка прича као жанр често сматра изгубљеном уметношћу у савременој књижевности, Алекса Ђукановић с њом пркоси овом тренду. Његова су д‌ела ексцентрична, повремено врло необична (можда и због другачијег ’шмека’ преведене прозе), но чини се да се тако само појачава моћ пишчеве поетике и стила. Превод заправо појачава, уместо да умањује, шарм ових прича. Ђукановићев јединствени, флуидни и мисаони глас јасно се осећа упркос свим језичним баријерама између српског и енглеског језика. Овим причама, на почетку, недостају традиционални уводни наративи, што би у старту могло бити изазов за неке читаоце. Међутим, оне читаоце који устрају, чека право благо. ’На пола пута’ ове књиге, прича Носферату – Симфонија ужаса: немртви Макс Шрек појављује се као невероватан врхунац, прича једнако језива колико и привлачна. Штраусов солилоквиј нуди изванредно искуство читања које надилази свој жанр и пркоси лакој категоризацији. Али: ове приче нису ни замишљене да се потпуно одгонетну и открију. Оне, заправо, највише показују очаравајући свет Ђукановићеве надреалне и егзотичне маште. Читаоци који уживају у неконвенционалној и необичној фикцији, гд‌е се симболи и фабула одвијају у таласима, уживаће у необичној магији ове збирке прича.”